# (84943) Timothylinn
(84943) Timothylinn est un astéroïde de la ceinture principale.

## Description
(84943) Timothylinn est un astéroïde de la ceinture principale. Il fut découvert le 23 novembre 2003 aux Monts Santa Catalina par le projet CSS. Il présente une orbite caractérisée par un demi-grand axe de 2,44 UA, une excentricité de 0,22 et une inclinaison de 26,0° par rapport à l'écliptique.

## Compléments